# Nokere Koerse 1977
La Nokere Koerse 1977, trentaduesima edizione della corsa, si svolse il 16 marzo per un percorso con partenza ed arrivo a Nokere. Fu vinta dal belga Frans Van Looy della squadra Maes Pils-Mini-Flat davanti all'olandese Gerrie Knetemann e all'italiano Roberto Ceruti.

## Ordine d'arrivo (Top 10)
| Pos. | Corridore              | Squadra                         | Tempo    |
| ---- | ---------------------- | ------------------------------- | -------- |
| 1    | Frans Van Looy         | Maes Pils-Mini-Flat             | 3h32'00" |
| 2    | Gerrie Knetemann       | Ti-Raleigh                      | s.t.     |
| 3    | Roberto Ceruti         | GBC                             | s.t.     |
| 4    | Frans Verhaegen        | Carpenter-Zeepcentrale-Splendor | s.t.     |
| 5    | Serge Vandaele         | Maes Pils-Mini-Flat             | s.t.     |
| 6    | Guy Sibille            | Peugeot-Esso-Michelin           | a 10"    |
| 7    | Hubert Linard          | Peugeot-Esso-Michelin           | s.t.     |
| 8    | Gustaaf Van Roosbroeck | Ijsboerke-Colnago               | s.t.     |
| 9    | Eric Van de Wiele      | Maes Pils-Mini-Flat             | s.t.     |
| 10   | Ronan De Meyer         | Ebo- Superia                    | s.t.     |